# Бяшево
Бяшево — деревня в Кимрском районе Тверской области России. Входит в состав муниципального образования сельское поселение Устиновское.

## История
Деревня основана в 1628 году. 
Название деревни происходит от старинного слова "бяша", что на тверском диалекте означало "баран" или "барашек".  
До революции 1917 года название деревни оканчивалось на букву "а" - "Бяшева". 
В 1628 г. в Большой слободе Задубровской Кашинского уезда имелась пустошь Бяшево помещика Молчана Матвеевича Фролова. В 1780-х гг. с-цо Бяшево было в собственности братьев Сергея, Фёдора и Алексея Алексеевичей Барковых и насчитывало 11 дворов с 23 мужчинами и 22 женщинами. В 1806 г. владельцами сельца названы Ф.А. Борисов и жена его Анна Дмитриевна. В сельце 2 двора с 7 мужчинами и 5 женщинами. В 1856 г. сельцо числится за корчевской помещицей Авдотьей Ивановной Клабуковой, бывшей подпоручицей Барковой. В 1887 г. с-цо входит в Суворовскую волость Корчевского уезда и является владением дворянина М.А. Русина, стоит на реке Малой Пудице.
В середине 20-го века деревня Бяшево относилась к совхозу "Смена".

## География
Расположена на левом берегу реки Малая Пудица между деревнями Авдеево (1,5 км) и Кислово (3 км). Прямой проездной дороги через деревню нет. Путь преграждают заболоченные ручьи.

## Население
| Численность постоянно проживающего населения | Численность постоянно проживающего населения | Численность постоянно проживающего населения | Численность постоянно проживающего населения |
| -------------------------------------------- | -------------------------------------------- | -------------------------------------------- | -------------------------------------------- |
| 2010                                         | 2011                                         | 2014                                         | 2019                                         |
| 0                                            | 3                                            | 3                                            | 3                                            |

## Инфраструктура
По состоянию на 2019 год в деревне 15 дворов.
Исторически, деревня относится к приходу Окатовской церкви Успения Пресвятой Богородицы. Ныне церковь практически полностью разрушена, осталась лишь колокольня.
В деревне Устиново - центре поселения, имеется клуб, библиотека, магазин, медицинский пункт, детский сад "Колокольчик", центр патриотического воспитания - музей им. А.Н.Туполева. Расстояние от Бяшево до Устиново по дороге 7 км, прямым путём 3 км.

## Экономика
КФХ Фермерский дом «Бяшево» , основная продукция — выращивание картофеля и птицеводство.

## Транспорт
Ближайшая ж/д станция — Савёлово в Кимрах